# Pentatló modern als Jocs Olímpics d'estiu de 1988
Als Jocs Olímpics d'Estiu de 1988 celebrats a la ciutat de Seül (Corea del Sud) es disputaren dues proves de pentatló modern, una d'individual i una d'equip, totes elles en categoria masculina. Les proves es realitzaren entre els dies 18 i el 22 de setembre de 1988.
Aquest esport combina proves de tir (competició de tir de 10 metres de distància), esgrima (competició d'espasa), natació (200 metres lliures), hípica (concurs de salts d'obstacles) i cross.
Hi participaren un total de 65 atletes de 26 comitès nacionals diferents.

## Resum de medalles
| Prova                              | Or                                                     | Argent                                                    | Bronze                                                         |
| Pentatló modern individual Detalls | Janos Martinek                                         | Carlo Massullo                                            | Vakhtang Iagorachvili                                          |
| Pentatló modern per equips Detalls | Hongria Janos Martinek · Attila Mizser · Laszlo Fabian | Itàlia Carlo Massullo · Daniele Masala · Gianluca Tiberti | Regne Unit Richard Phelps · Dominic Mahony · Graham Brookhouse |

## Medaller
| Posició | País           | Or | Argent | Bronze | Total |
| 1       | Hongria        | 2  | 0      | 0      | 2     |
| 2       | Itàlia         | 0  | 2      | 0      | 2     |
| 3       | Regne Unit     | 0  | 0      | 1      | 1     |
| 3       | Unió Soviètica | 0  | 0      | 1      | 1     |